# Atomic Aggressor
Atomic Aggressor es una banda chilena de death metal formada en el año 1985,  de larga trayectoria y gran prestigio tanto a nivel nacional como internacional.  Es conocida por ser una de las primeras bandas de metal extremo en Chile junto a  Sadism, Death Yell y Dorso.

## Historia
Los inicios de la banda datan de principios de 1985, sin embargo esta no se estabilizó hasta 1988, después de innumerables cambios de integrantes. Para aquel entonces, Enrique Zúñiga estaba en la guitarra, Patricio Leiva "Patomic" en batería, Alejandro Díaz en la voz y el bajo y Jaime Moya en la segunda guitarra. Con estos alineación la banda tuvo su debut el 26 de noviembre de 1988 en un espectáculo al aire libre en el centro de la ciudad de Santiago de Chile, compartiendo escenario junto a Masacre, Darkness, Squad, Nimrod y Anarkia.
Al año siguiente, la banda grabó su primer demo, "Bloody Ceremonial", que es considerado como uno de los mejores trabajos underground del país. Esta producción, que vendió más de un millar de ejemplares, consistió en cuatro canciones (Beyond Reality, Bleed In The Altar, Bloody Ceremonial y The Session) y mejoró la reputación de la banda tanto en la escena nacional chilena e internacional. Este éxito abrió las puertas para que puedan participar en numerosos conciertos, incluyendo el "Necro Metal", un concierto subterráneo típico de ese período que tuvo lugar en Villa Alemana, Chile, y un concierto en Concepción en 1989 donde compartieron escenario con Death Yell, Cerberus y Hades.
En 1990, grabaron una cinta promocional con cuatro canciones llamado "Rehearsal". Después de esta grabación, el baterista, Patricio Leiva, dejó la banda y fue reemplazado inicialmente por Cristian González y luego definitivamente por Pablo Clares.
En 1991, después de una gira que se comprometían con Sadism en el norte de Chile, grabaron su segundo demo "Resurrección". Sin embargo, en 1992, incapaz de recuperarse de la pérdida de su baterista y otros problemas internos, la banda se separó, tocando por última vez el 9 de mayo de 1992, en Valparaíso, Chile.
Quince años más tarde, en 2007, regresaron junto a Enrique Zúñiga en la guitarra, Alejandro Díaz en la voz y en el bajo, Pablo Clares en la batería y Julio Borquez en segunda guitarra. Con este Lineup, grabaron el compilatorio "Rise of the old ones" y retomaron las presentaciones en vivo.
En junio de 2011  se presentaron como teloneros con gran éxito en el concierto de la banda Slayer de  América.
En el año 2013 sacan un split con Death Yell titulado "Blind Servants / Back from the Depths" bajo el sello "Hells Headbangers". Al año siguiente sacan el split "Atomic Aggressor / Unholy War" con la banda Unholy War bajo el sello "Grinder Records".
El año 2014 graban su primer LP "Sights of suffering" con el sello "Hells Headbangers" lo que dará paso a una serie de presentaciones a lo largo y ancho de Chile durante el 2014 y 2015.
El año 2015 logran su presentación más austral, tocando en Puerto Natales en el "Natales Metal Fest" junto a Exanimatvm de Punta Arenas, Sentencia de Puerto Natales, Deathcrush de Río Gallegos, Blasfematorio de Puerto Montt, Attaker Bloody Axe de Valdivia y Belial de Valparaíso.

## Discografía

### Demos
- Bloody Ceremonial (1989)
- Promo Rehearsal Tape (1990)
- Resurrection (1991)

### Split's
- Blind Servants / Back from the Depths (2013)
- Atomic Aggressor / Unholy War (2014)

### Álbumes
- Rise Of The Old Ones (2008)
- Sights of Suffering (2014)

## Miembros

### Actuales
- Enrique Zúñiga- Guitarra
- Julio Bórquez- Guitarra
- Alejandro Díaz- Voz- Bajo
- Álvaro Llanquitruf- Batería (2012-presente)

### Anteriores
- Pablo Clares- Batería
- Jose Luis “Pepe” García- Bajo (1985-1987)
- Patricio "Pato" Leiva- Batería (1985-1990)
- Alan Lenz- Voz (1985-1987)
- Jaime Moya- Guitarra (1988-1993)